# Brandmühle (Drahnsdorf)

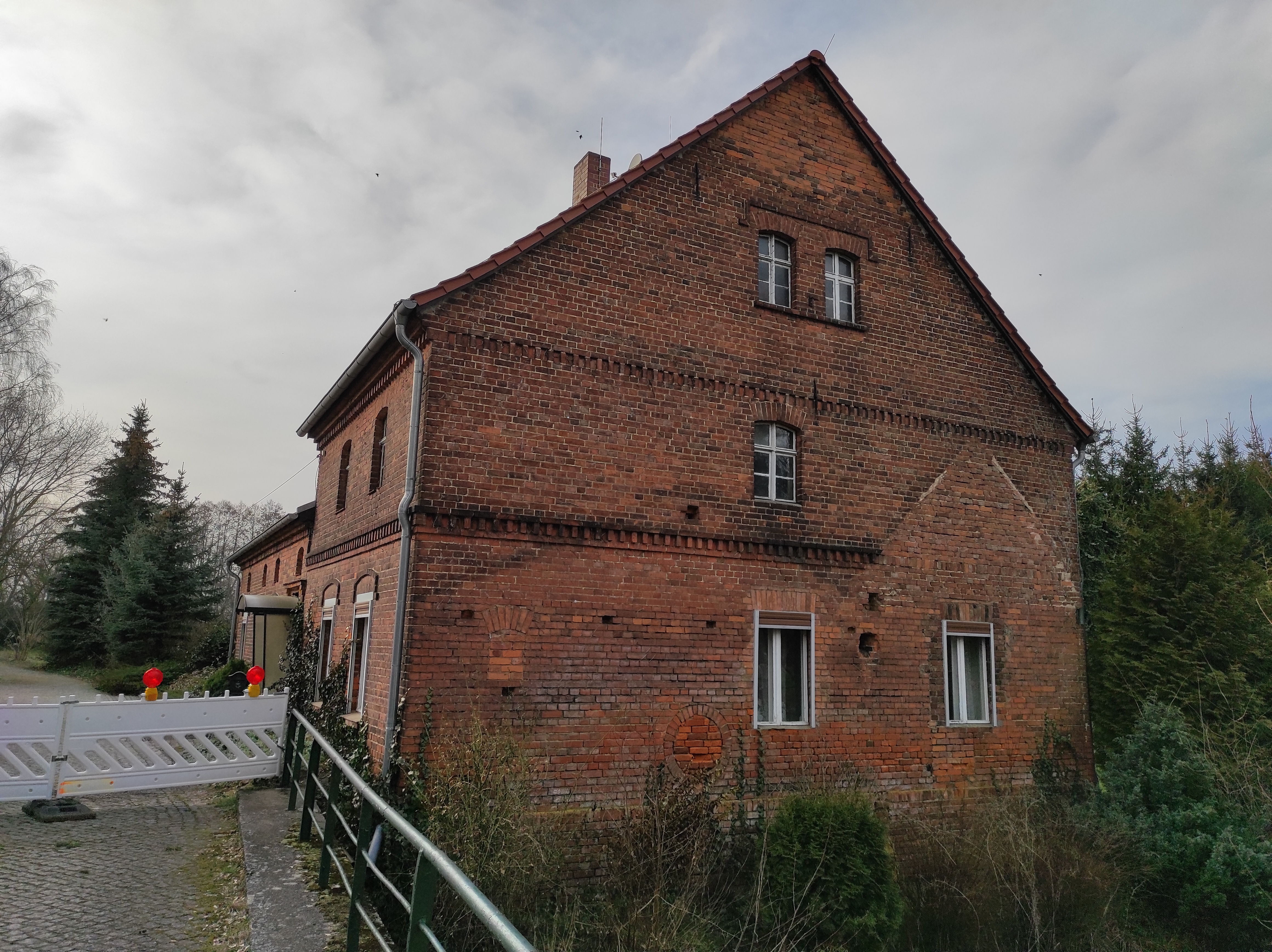
Brandmühle, Wohnplatz von Drahnsdorf

Die Brandmühle ist eine historische Wassermühle an der Dahme und ein Wohnplatz im Ortsteil Drahnsdorf der Gemeinde Drahnsdorf im Landkreis Dahme-Spreewald (Brandenburg). Die ehemalige Mühle ist eine der 18 historischen Wassermühlen an der Dahme und eine Station am „Dahme Wassermühlen Rad- und Wanderweg“ entlang der Dahme. Sie ist in einer Urkunde aus dem Zeitraum 1666/71 schon unter dem heutigen Namen Brandmühle dokumentiert.

## Lage
Die Brandmühle liegt knapp 500 Meter östlich des südlichen Ortsausgangs von Drahnsdorf bzw.  etwa 800 Meter südwestlich vom südlichen Ortsausgang von Krossen an der Dahme. Derzeit (Frühjahr 2021) ist die Brücke über die Dahme wegen Einsturzgefahr gesperrt, so dass die Brandmühle nur von Drahnsdorf aus zu erreichen ist. Der Wohnplatz liegt auf etwa 64 m ü. NHN.

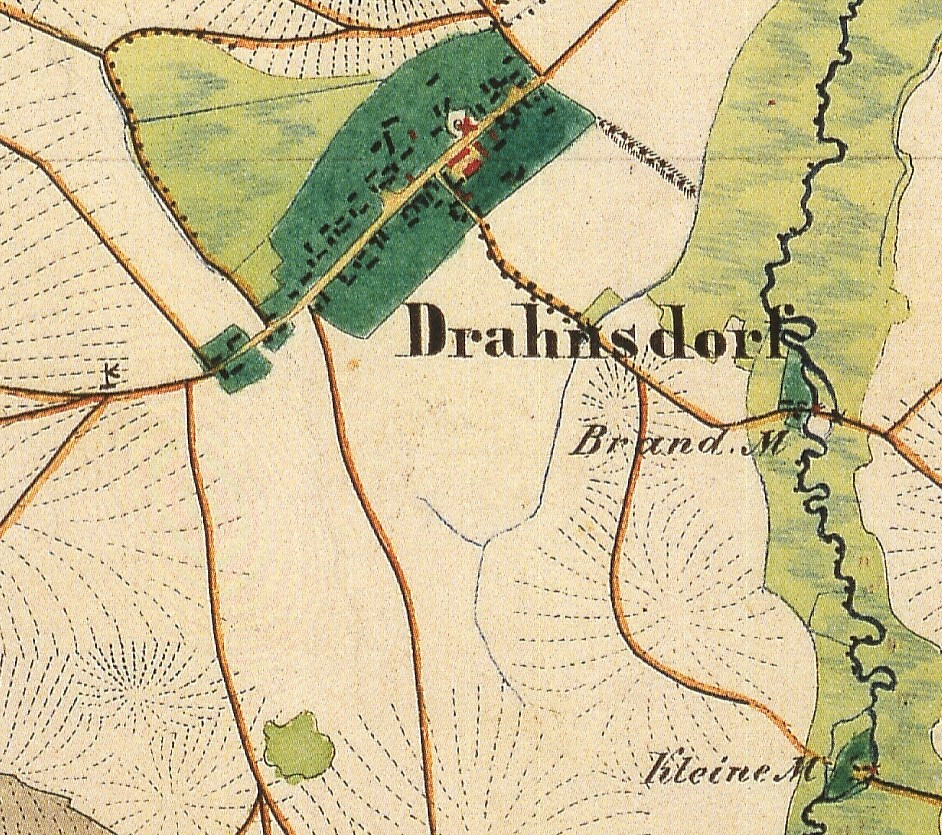
Drahnsdorf mit Brandmühle und Kleiner Mühle, Ausschnitt aus dem Urmesstischblatt 4047 Golßen von 1847

## Geschichte
Die Wassermühle ist erstmals in einer Urkunde von 1666/71 schon unter dem heutigen Namen Brandmühle erwähnt. Ausstellungsgrund für diese Urkunde war ein Streit zwischen Kaspar Ernst von Karras auf Krossen und Christoph von Hack und Siegfried von Drössel auf Drahnsdorf, weil letztere das Wasser der Dahme bei der Brandmühle zurück hielten.
Auch im Schmettauschen Kartenwerk von 1767/87 ist die Mühle unter dem heutigen Namen Brandmühle dokumentiert. Der Name kann also nicht erst nach dem Brand der Mühle um 1900 aufgekommen sein, wie  Helmut Paul Berger meint, sondern stammt wohl von einem wesentlich früheren Brand der Mühle. Die Herkunft des Namens von einem Besitzer namens Brand ist in diesem Fall eher weniger wahrscheinlich.
In der Topographisch-statistischen Uebersicht des Regierungsbezirks Frankfurth a. d. O. von 1820 ist die Brandmühle als Wassermühle mit einer Feuerstelle und vier Bewohnern vermerkt. 1835 hatte die Brandmühle 9 Bewohner. Nach der Topographisch-statistischen Uebersicht des Regierungs-Bezirks Frankfurt a. d. O. von 1844 hatte die Brandmühle nun fünf Bewohner. Nach Eugen Huhn hatte sie 1848 11 Einwohner.

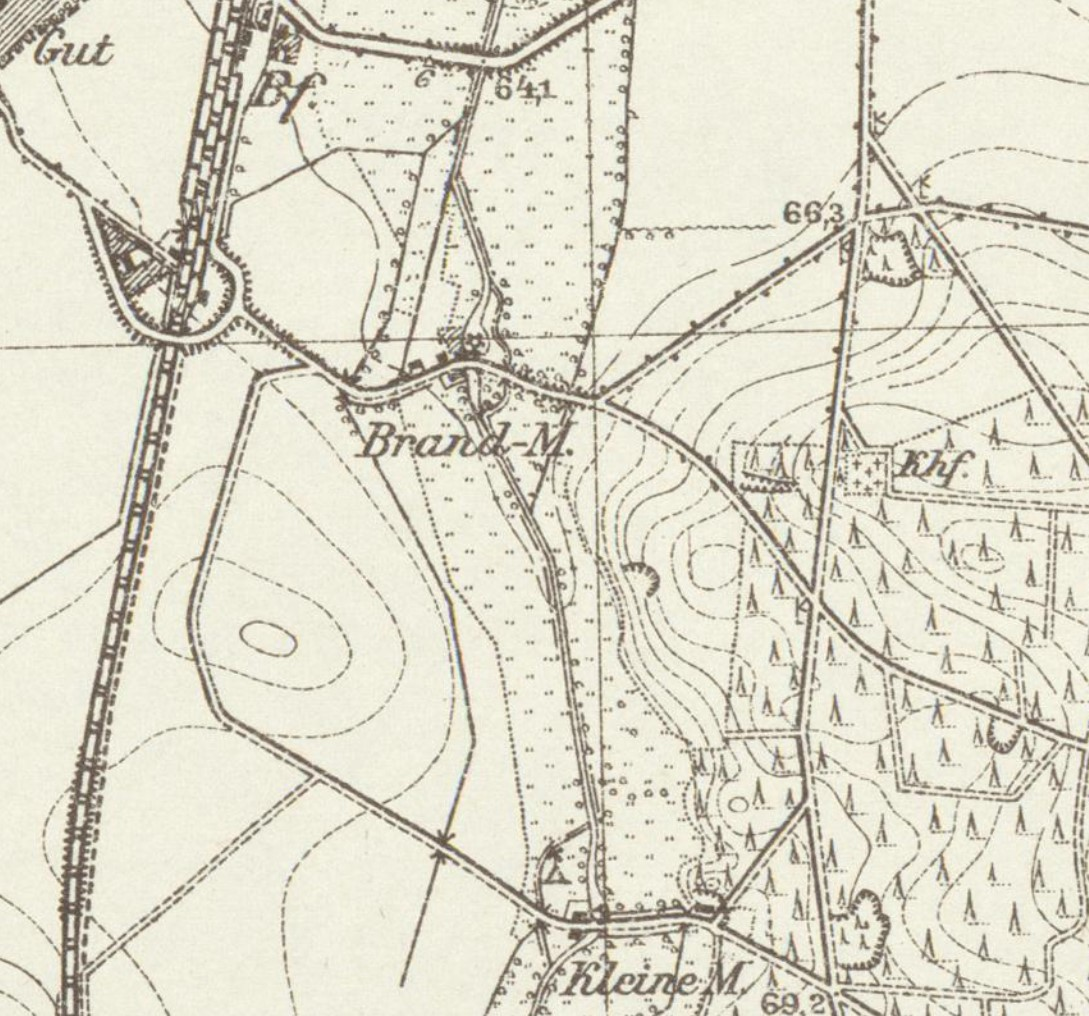
Die Brandmühle auf der Topographischen Karte 1:25.000 Blatt 4047 Golßen von 1905

1856 hatte sie dann sieben Bewohner und gehörte zum 2. Anteil von Drahnsdorf. Riehl & Scheu geben schließlich für 1861 zehn Bewohner an.  Und 1871 war ein zweites Wohngebäude entstanden. In den beiden Häusern lebten zehn Personen.
Um 1900 brannte die Brandmühle ab und wurde von Müllermeister Hermann Rülicke und seiner Frau Marie als Öl- und Getreidemühle wieder aufgebaut. Außerdem wurde auch ein kleines Sägewerk installiert. Die Familie Rülicke mit ihren zwei Töchtern Martha und Marie galt damals als vergleichsweise wohlhabend. Die Tochter Marie erbte nach dem Tod des Vaters (1926) die Mühle. Sie heiratete 1928 den Müllermeister Richard Stolzenhain, der 1935/38 als Besitzer aufgeführt ist. Die wirtschaftlichen Schwierigkeiten nahmen im Verlauf der 1930er Jahre aber zu. 1942 kam es zur Scheidung, und der Mühlenbetrieb wurde eingestellt. Die Tochter Martha war unverheiratet geblieben und lebte weiter in der Brandmühle. Nach dem 2. Weltkrieg (1946) kam die Witwe Marie Küttner mit ihrem Sohn in die Brandmühle. Sie führte die Hauswirtschaft und pflegte die nun betagten Marie und Martha Rülicke. Marie Küttner erbte nun die Brandmühle. 1953/54 wurde das Mühlengebäude zum Wohnhaus umgebaut. 1983 erbten Ferdinand Küttner und seine Frau Irmgard die ehemalige Brandmühle.

## Mühlengebäude und wasserbauliche Anlagen
Das Mühlengebäude ist wie bereits erwähnt zum Wohnhaus umgebaut. An der zur Dahme gerichteten Mauer ist noch deutlich das nun zugemauerte runde Loch für die Radachse zu erkennen. Darüber sind andeutungsweise noch die Spuren des Radhauses zu erkennen. Sehr wahrscheinlich gab es keinen Mühlteich. Das Wasser wurde vermutlich über ein Wehr in das Gerinne geleitet. Das Gerinne und das Wehr sind allerdings völlig beseitigt worden und die Dahme fließt im ursprünglichen Bett. An der Nordostecke ist ein weiteres, noch offenes rundes Loch zu erkennen mit den Ansatzspuren eines weiteren Gebäudes.